# Saccharospirillaceae
Die Saccharospirillaceae sind eine Familie von Bakterien. Die meisten Arten tolerieren sehr hohe pH-Werte und hohe Salzgehalte. Sie wurden von Meereswasser, Salzseen, Salzbergwerken, halophytischen („salzliebenden“) Pflanzen und weiteren, teils extremen Standorten, isoliert.

## Merkmale
Die Familie Saccharospirillaceae umfasst spiral- oder stäbchenförmige Bakterien. Arten von Saccharospirillum können in älteren Kulturen aber auch (kugelförmig) erscheinen, d. h. Kokken bilden. Einige Arten können sich mit Hilfe von Flagellen (Geißeln) bewegen, es gibt aber auch unbewegliche Arten ohne Flagellen. Es handelt sich um aerobe (auf Sauerstoff angewiesene) oder fakultativ anaerobe (auch ohne Sauerstoff wachsende) Arten. Auch nur geringe Mengen von atmosphärischen Sauerstoff tolerierende (mikroaerophile) Arten sind bekannt; hierzu zählen z. B. einige Arten der Gattung Saccharospirillum. Es handelt sich um hoch alkalitolerante Bakterien, denn sie tolerieren sehr hohe pH-Werte (Reinekea aestuarii bis zu pH 12). Des Weiteren tolerieren sie auch hohen Salzgehalt in der Umgebung, wie es z. B. in Salzseen der Fall ist.
Der Gram-Test verläuft positiv, woraus man schließen kann, das die Zelle durch zwei Membranen und eine dazwischen liegende Mureinschicht abgegrenzt sind. Die Katalase- und Oxidase-Tests verlaufen positiv.

## Systematik
Wegen unzureichender Daten wurde die Familie Saccharospirillaceae zunächst als „vorläufig“ aufgestellt. Zu ihr zählten zunächst drei Gattungen: Gynuella, Saccharospirillum und Salinispirillum. Vadim Kevbrin et al. ordneten die phylogenetische Stellung der Familie und zugehörigen Gattungen im Jahr 2020 neu. Hierbei wurde die neue Familie Gynuellaceae mit Typusgattung Gynuella vorgeschlagen; Salinispirillum wurde zur Familie Natronospirillaceae (mit ihrer in dieser Arbeit neu beschriebenen Typusgattung Natronospirillum) gestellt.
Die Abgrenzung der Familie wird in erster Linie durch die phylogenetische Position der 16S-rRNA-Gensequenz bestimmt. Hierbei werden u. a. charakteristische Fettsäuren und polare Lipide betrachtet. Zu den charakteristische Hauptfettsäuren zählt z. B. die Palmitinsäure (C16:0). Das wichtigste respiratorische Lipochinon ist Ubichinon-8. Die vorherrschenden polaren Lipide sind Phosphatidylglycerin, Diphosphatidylglycerin und Phosphatidylethanolamin.
Der GC-Gehalt der DNA liegt zwischen 46 und 57 Mol-%.
Von einigen Stämmen wurde die komplette DNA-Sequenz ermittelt. Hierzu zählen z. B. Saccharospirillum correiae CECT 9131T und Saccharospirillim sp. MSK14-1.
Es folgt eine Liste einiger Gattungen und Arten:
- Reinekea Romanenko  al. 2004
  - Reinekea aestuarii Choi & Cho 2010
  - Reinekea blandensis Pinhassi  al. 2007
  - "Reinekea forsetii" Avci  al. 2017
  - Reinekea marina Kang  al. 2016
  - Reinekea marinisedimentorum Romanenko  al. 2004
  - Reinekea thalattae Kim  al. 2021
- Saccharospirillum Labrenz  al. 2003
  - Saccharospirillum aestuarii Choi  al. 2011
  - Saccharospirillum alexandrii Yang  al. 2020
  - Saccharospirillum correiae Fidalgo  al. 2017
  - Saccharospirillum impatiens Labrenz  al. 2003
  - Saccharospirillum mangrovi Zhang  al. 2018
  - Saccharospirillum salsuginis Chen  al. 2009
- Salinibius Ling  al. 2020
  - Salinibius halmophilus Ling  al. 2020

## Ökologie
Die Arten der Saccharospirillaceae sind meist halotolerant, sie tolerieren also hohe Salzwerte. Ferner zeigen sie eine Alkalitoleranz, d. h. sie können in Umgebungen mit hohen pH-Werten wachsen. So zählen zu den Fundorten Salzseen und Salzwiesen.
Die erste beschriebene Art der Gattung Reinekea war R. marinisedimentorum. Sie wurde aus Meerwasser bei der Reineke-Insel im Japanischen Meer isoliert. Darauf deutet auch der Gattungsname hin. Diese Gattung wurde zuerst als Mitglied der Oceanospirillaceae klassifiziert. Die Art Reinekea forsetii kann sich an Algen anheften und profitiert von Algenblüten. Es kann Energie durch die Nutzung von Thiosulfat (S2O32−) gewinnen, hierbei oxidiert sie Thiosulfat zu Sulfat (S32−). Sie zählt also zu den Sulfurikanten. Unter anoxischen Bedingungen nutzt sie die Fermentation für den Stoffwechsel. Sie produziert auch RTX-Toxine, die das Wachstum anderer Mikroorganismen hemmen und so ihren Wettbewerbsvorteil während der Algenblüte erhöhen. Die RTX-Toxine sind eine Gruppe von Cytolysinen und Zellgiften, die von vielen Bakterien gebildet werden. Reinekea forsetii gedeiht auch bei niedrigen Phosphatkonzentrationen, wie sie während Algenblüten auftreten.
In der Gattung Saccharospirillum sind bewegliche und auch unbewegliche Species vorhanden. Die Arten wurden u. a. im stark salzigen (hypersalinen) Ekho Lake, im Boden von einem Wattenmeer, und im Mangroven-Sediment gefunden. Der noch nicht als Art beschriebener Stamm Saccharospirillum sp. MSK14-1 wurde in der Bucht von Aburatsubo in Japan entdeckt. Der nächstverwandte Stamm ist Saccharospirillum correiae CECT 9131T. Bei S. correiae handelt es sich um ein innerhalb einer Pflanze lebenden (endophytisches) Bakterium. Es wurde aus der Portulak-Keilmelde (Halimione portulacoides) isoliert. Diese Pflanze ist salzliebend (halophil) und wächst in Salzwiesen am Meer.
Salinibius halmophilus wurde aus einer marinen Salzgewinnungsanlage isoliert. Die Art toleriert Salzerte (NaCl) von 1–15 % und pH-Werte bis 9,0.